# Ilex tugitakayamensis
Ilex tugitakayamensis — вид квіткових рослин з родини падубових.

## Морфологічна характеристика
Це вічнозелене дерево. Гілочки міцні, голі. Ніжка листка 20–25 мм, адаксіально (верх) неглибоко і широко борозенчаста, гола. Листова пластина жовтувато-коричнева чи коричнева, коли висихає, еліптична або видовжено-еліптична, 10–14 × 3–5 см, обидві поверхні голі, край цілий, верхівка коротко загострена. Плід еліпсоїдно-кулястий, 5–7 мм у діаметрі. Плодить у жовтні.

## Поширення
Ареал: Тайвань. Населяє гірські ліси; 1500–2500 м.